# Freilichtmuseum auf der Insel

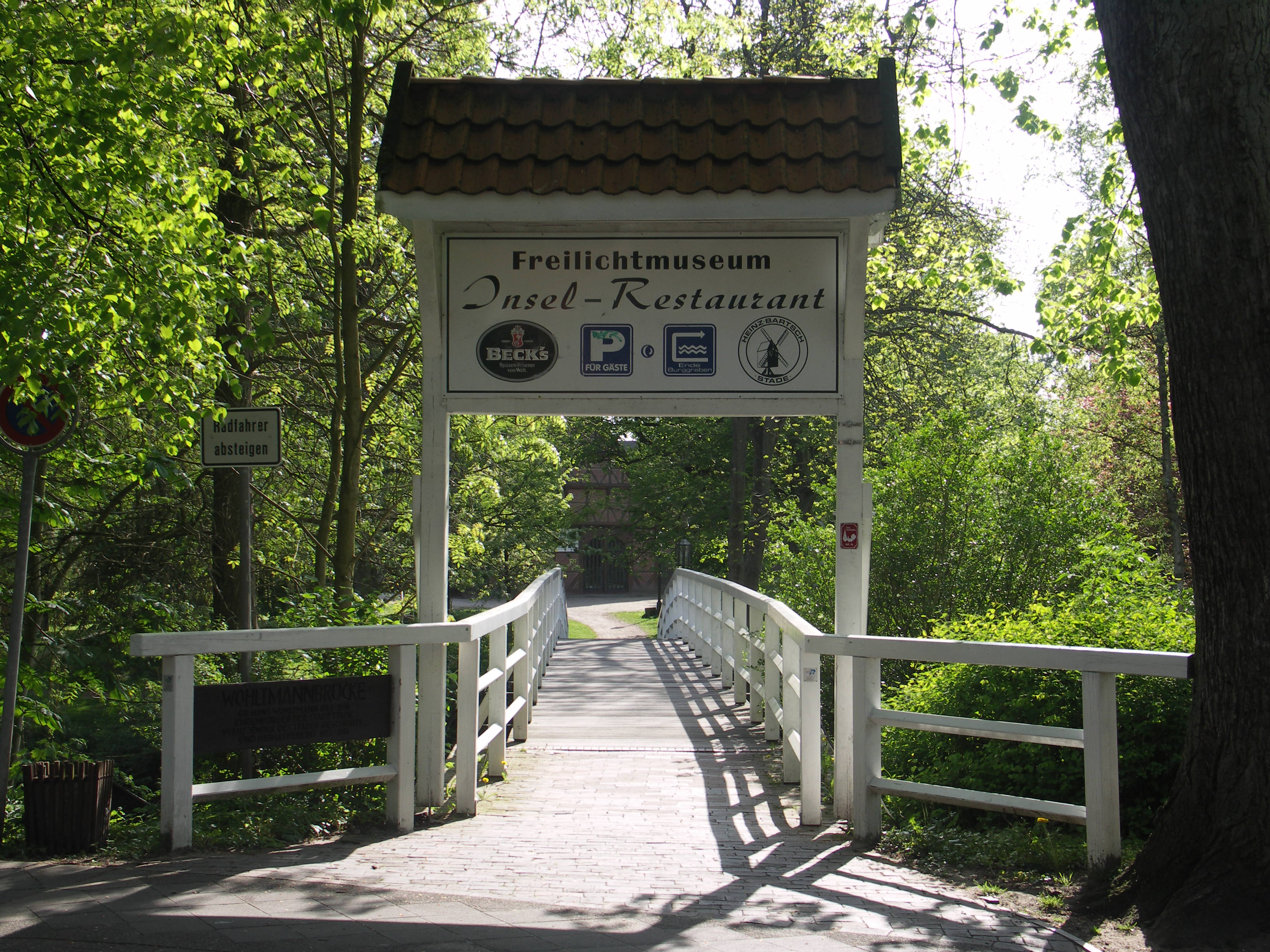
Eingang über die Wohltmannbrücke

Das Freilichtmuseum auf der Insel auf dem 1692 errichteten Bleicher-Ravelin in Stade ist eines der ältesten frei zugänglichen Freilichtmuseen Deutschlands.

## Sehenswürdigkeiten

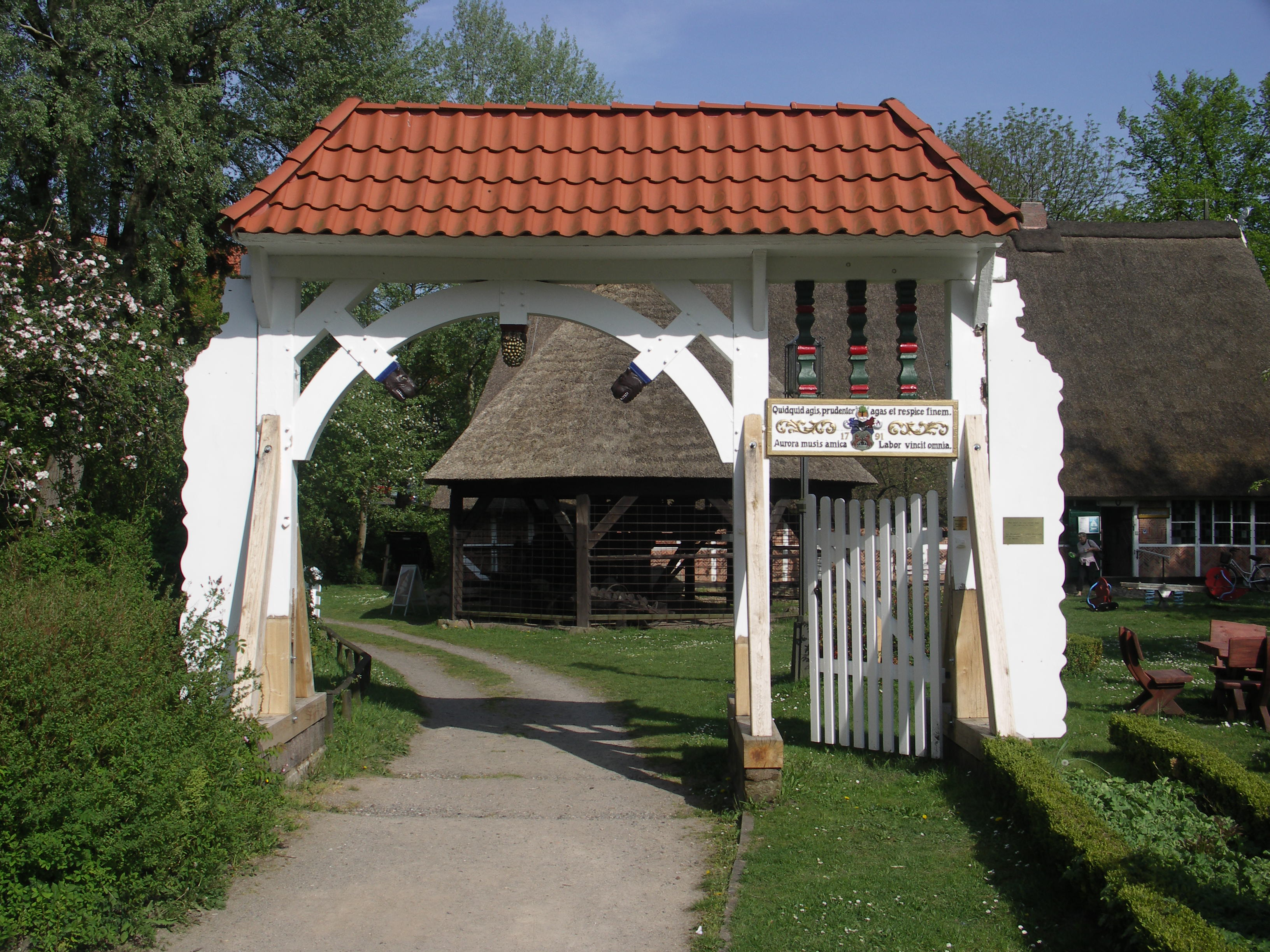
Altländer Prunkpforte

- Altländer Prunkpforte aus Twielenfleth von 1791 (1972)
- Bockwindmühle von 1632 aus Rethmar (1967)
- Göpelwerk aus dem 17. Jahrhundert (1969)
- Immenzaun
- Inselhaus mit der Fassade des Hauses Himmelpforten Nr. 6 mit einem Giebel von 1641
- Steinbackofen (1970)

### Altländer Haus
Das Altländer Haus ist ein Marschbauernhaus von 1733 aus Huttfleth im Alten Land. Es wurde 1913 vom Stader Geschichts- und Heimatverein erworben und 1913 bis 1914 auf der Insel wiedererrichtet. Es ist ein Kübbungshaus mit Diele, Flett und Kammerteil. Es besitzt einen reich verzierten, dreimal vorgekragten Giebel mit Buntsteinmauerwerk.
Das Haus ist im Sommerhalbjahr gegen ein geringes Entgelt zu besichtigen.

## Geschichte

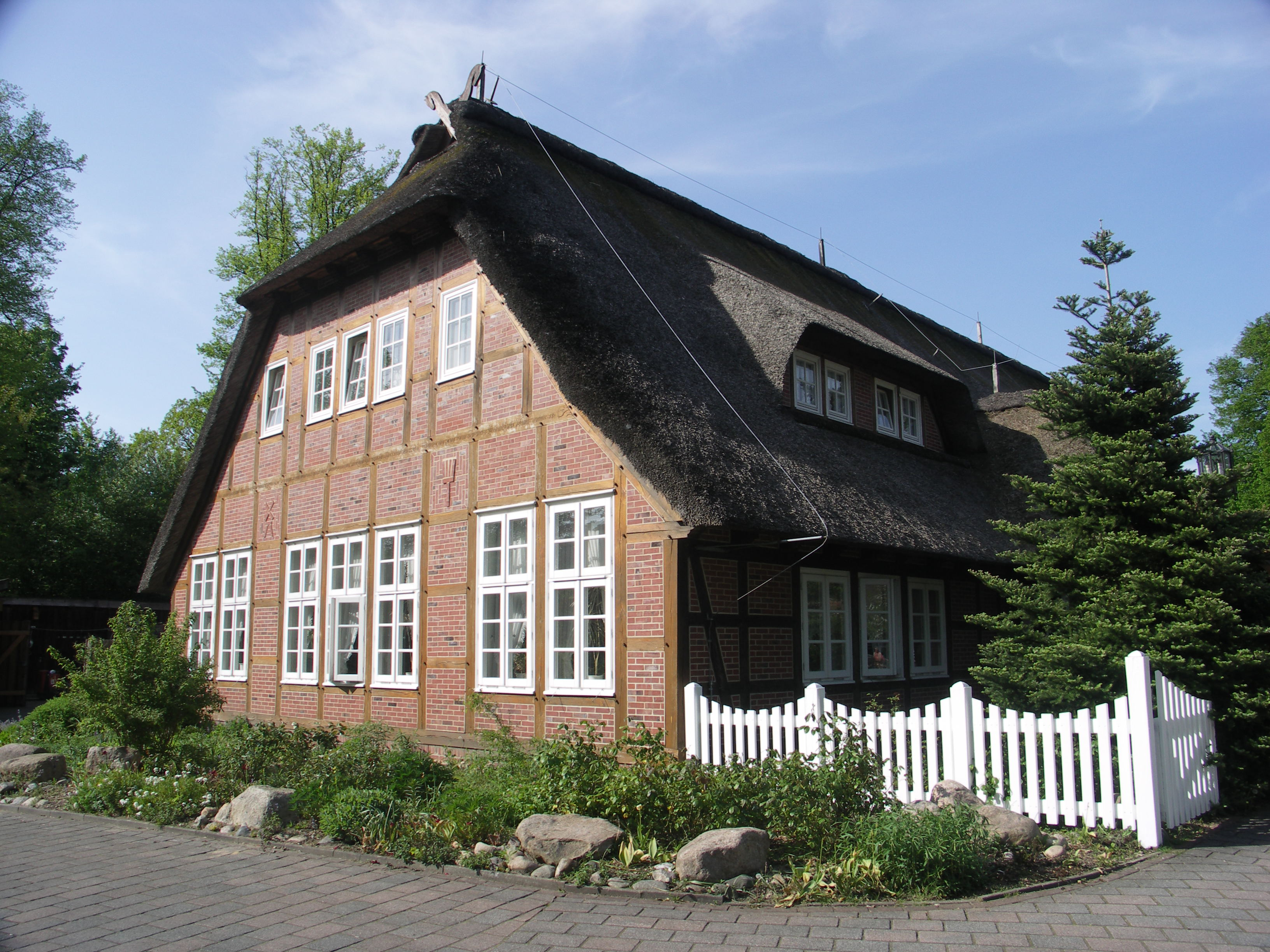
Inselhaus: Haus Himmelpforten Nr. 6 mit einem Giebel von 1641

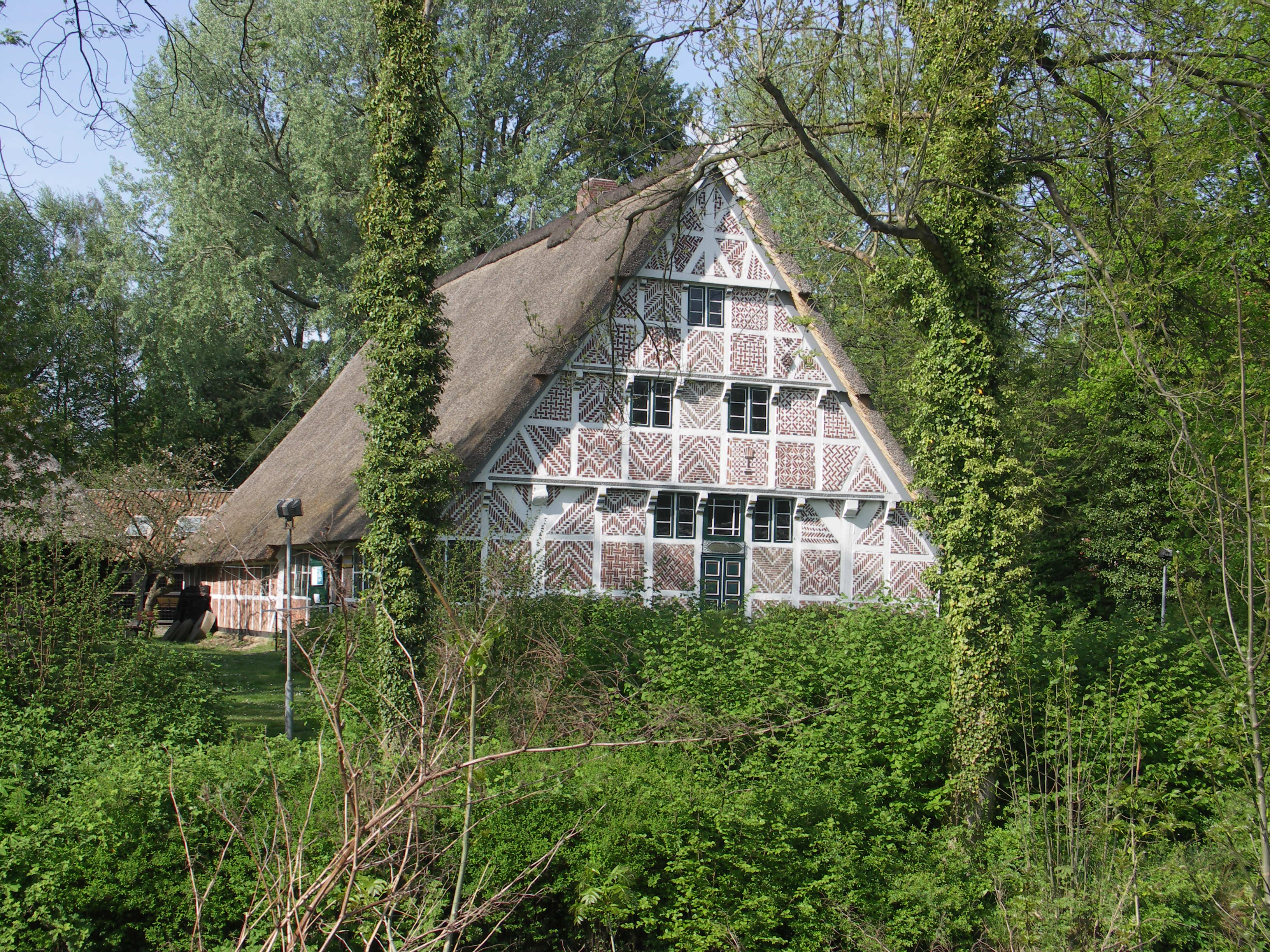
Altländer Haus von 1733 aus Huttfleth

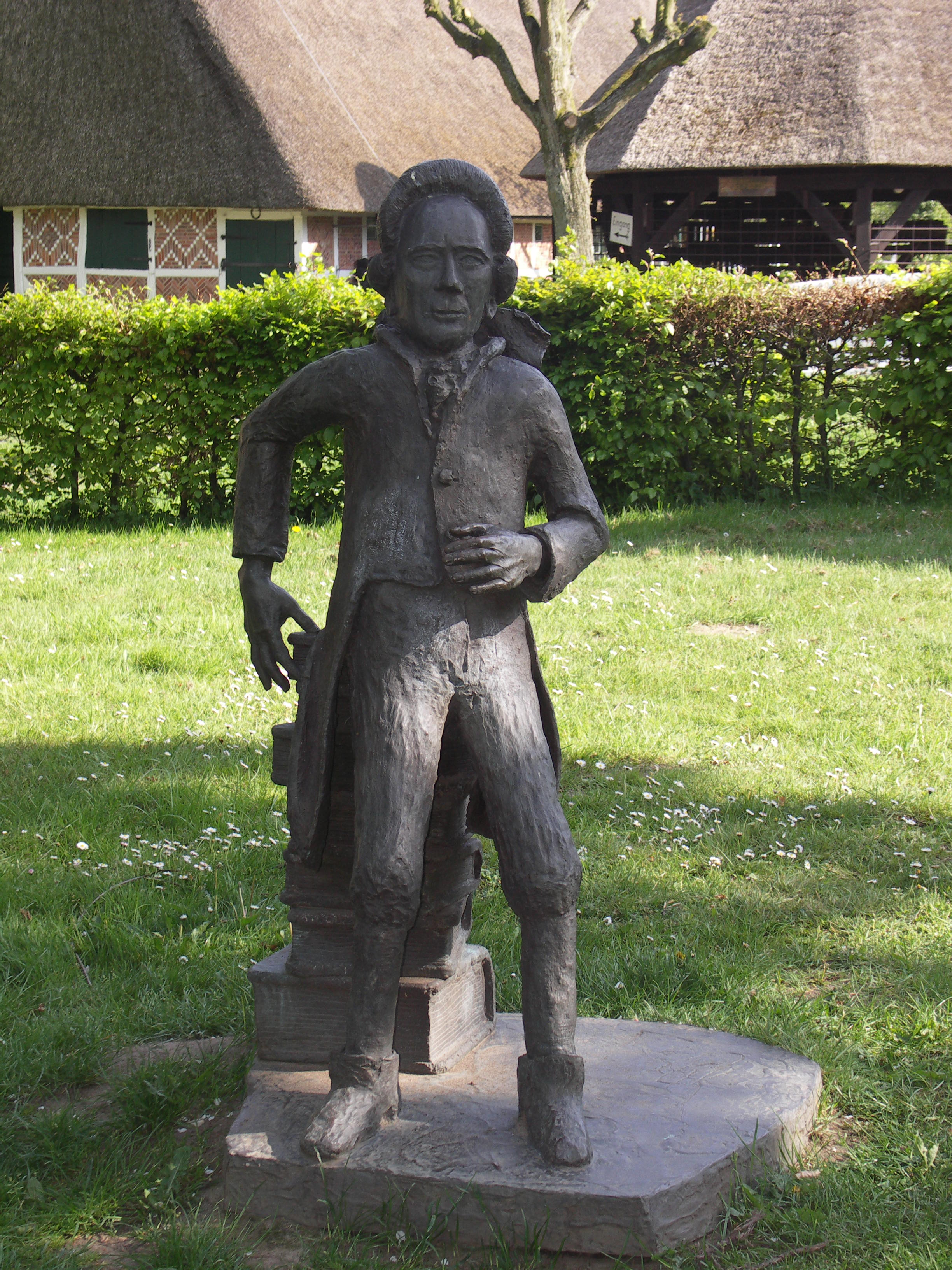
Lichtenberg-Denkmal im Freilichtmuseum

Vor dem Ausbau Stades zur schwedischen Festung befanden sich zwischen der späteren Königsmarck-Bastion und der Gründel-Bastion die Bürgerbleiche und eine private Bleiche. Die Bürgerbleiche waren Wiesen, auf denen die Bürger ihre gewaschenes Leinen in der Sonne bleichen konnten. 1662 wurden die beiden Bastionen errichtet und 1692–1694 aus dem Rest der Bleichwiesen das Bleicher-Ravelin, die heutige Insel, gebaut. Dort stellte im Sommer 1773 Georg Christoph Lichtenberg, Philosoph und Astronom aus Göttingen, sein Feldobservatorium auf, um im Rahmen der Kurhannoverschen Landesvermessung die geographische Position Stades zu bestimmen.
1825 wurde auf der Insel eine Militärbadeanstalt errichtet. 1846 eröffnete die erste Gaststätte auf der Insel. Diese war damals nur über einen Fährkahn zu erreichen. Nach der Entfestigung des Bleicher-Ravelins wurde die Insel durch eine Brücke mit der Wiesenstraße und mit einer Schwimmbrücke mit der Inselstraße verbunden. Schon 1891 zeigte die Stadt Interesse die Insel zu kaufen. Die Militärverwaltung verpachtete die Insel aber an den Gastwirt Brauer.
Ab 1903 gab es Pläne, auf der Insel ein Freilichtmuseum zu errichten. Diese wurden 1908/1909 vom Bürgermeister Ado Jürgens, der auch Vorsitzender des Geschichts- und Heimatvereins war, in Angriff genommen. Als die Witwe des Gastwirts Brauer den Pachtvertrag kündigte, konnte die Stadt Stade die Insel 1909 von der Militärverwaltung erwerben. Ursprünglich plante die Stadt den Neubau der Haushaltungsschule hier zu errichten. Nachdem aber Bohrungen ergaben, dass der Moorboden bis zu einer Tiefe von sechs Metern reichte, wurde ein anderer Bauplatz für die Schule gewählt. Die Insel wurde von der Stadt dem Verein am 1. April 1910 durch Erbbaurecht überlassen.
Die Ausgestaltung übernahmen der damals noch in Bremen arbeitende Architekt Emil Högg und der Bremer Gartenarchitekt Christian Roselius. 1912 wurde die Inselgaststätte, das Insel-Haus, errichtet. Es war ein Halbhofhaus von 1841 aus Varel bei Scheeßel. 1913 folgte der Erwerb des Altländer Hauses von 1733 aus Huttfleth. Im gleichen Jahr brannte das Inselhaus ab. Trotzdem konnten beide Gebäude 1914 auf der Insel wieder aufgebaut werden. Weitere Erwerbungen wurden erst wieder ab 1967 gemacht.
Am 3. Dezember 1992 brannte das Inselhaus durch eine Brandstiftung vollständig ab. An dessen Stelle wurde 1993/94 das Haus Himmelpforten Nr. 6 mit einem Giebel von 1641 rekonstruiert.